# Deportivo Maldonado
A Deportivo Maldonado egy uruguayi labdarúgócsapat, amely az uruguayi labdarúgó-bajnokság másodosztályában szerepel.

## Története
A klubot 1928-ban alapították, akkor még Batacazo néven. A csapat öt alkalommal megnyerte a megyei bajnokságot (1933, 1936, 1939, 1960, 1983), kilencszer pedig a helyi ligát (1952, 1960, 1961, 1969, 1974, 1977, 1980, 1987, 1992), majd 1995-től professzionális szintre lépett. 1999 és 2004 között hat szezont az első osztályú bajnokságban töltött.